# Geländegängigkeit

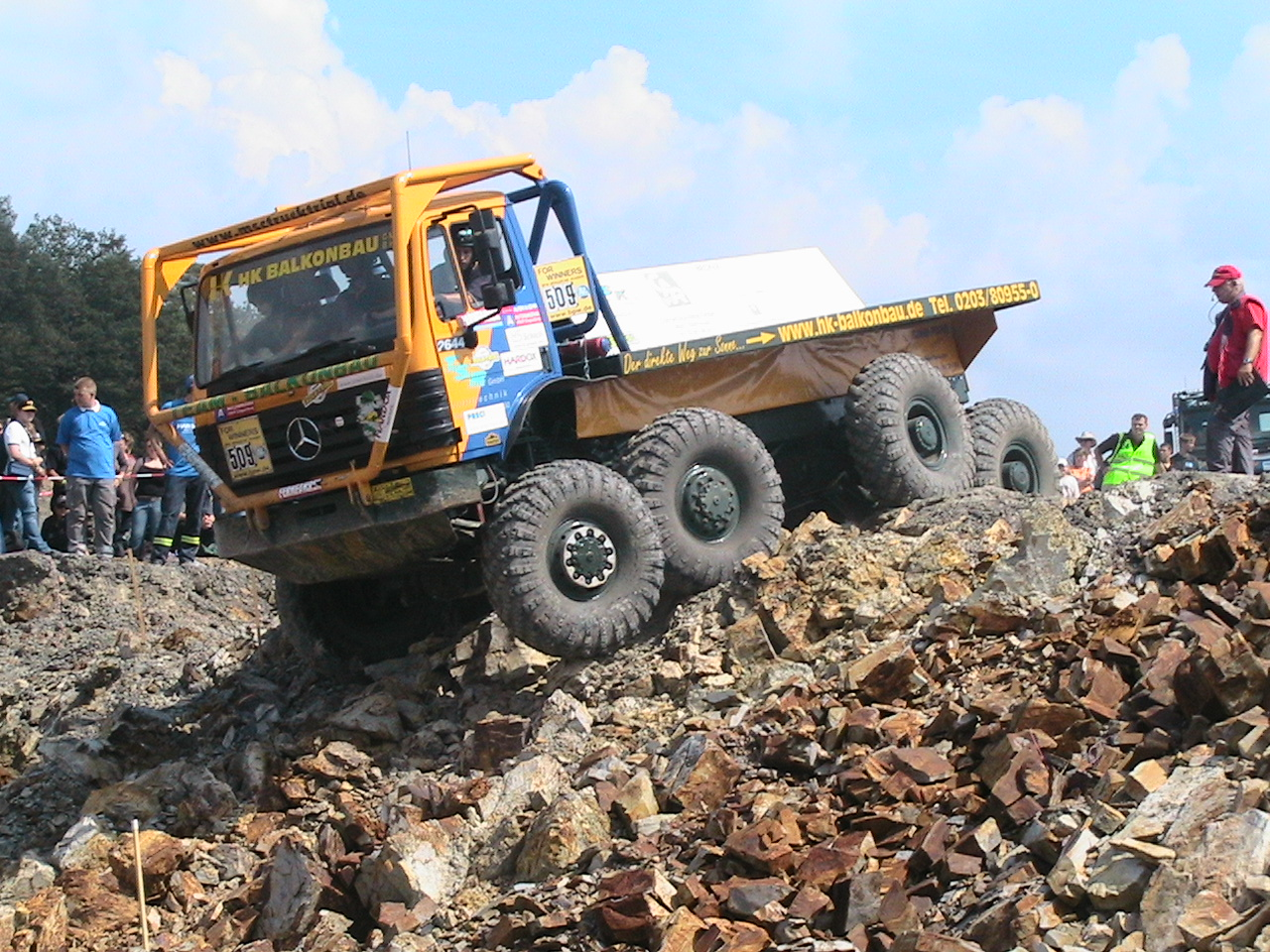
Extrem geländegängiger Spezial-Lkw beim Trial, einer Motorsport-Variante

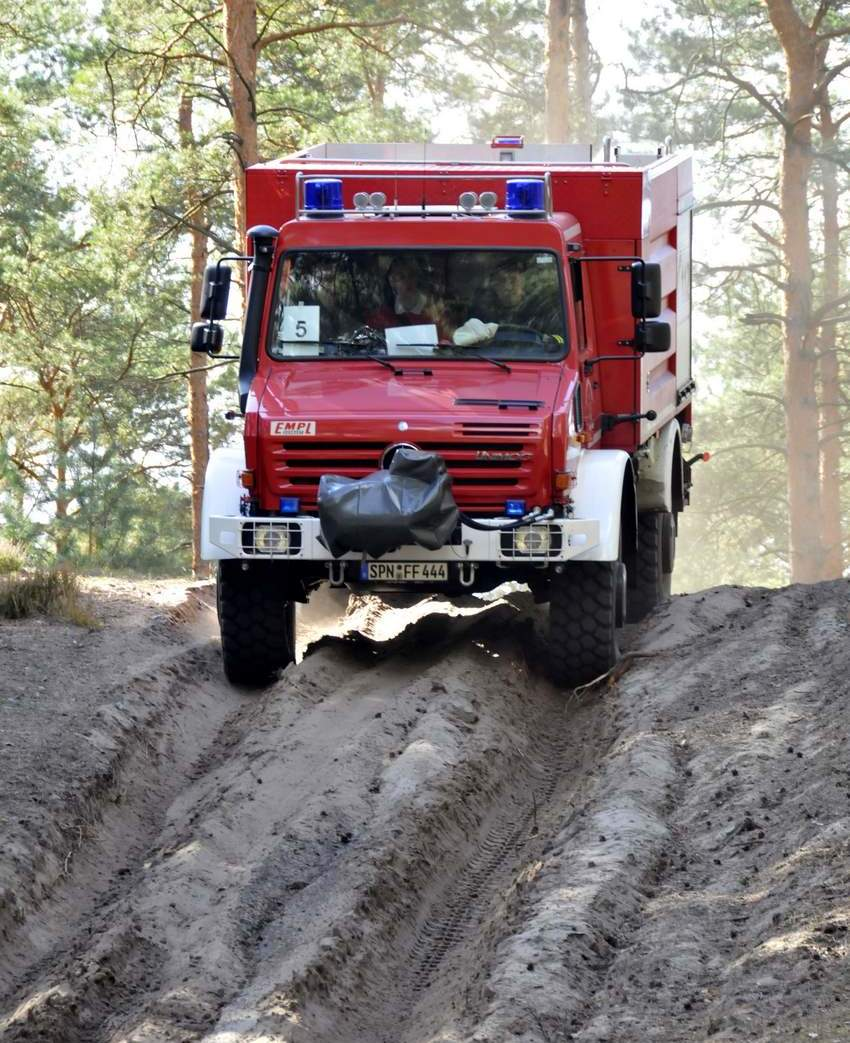
Auch Einsatzfahrzeuge der Feuerwehr sind je nach Basisfahrzeug extrem geländegängig, hier ein Unimog beim Fahrtraining

Die Geländegängigkeit (gleichbedeutend mit Geländefähigkeit und Geländetauglichkeit) ist die Eigenschaft eines Fahrzeugs, sich abseits befestigter Fahrbahnen auf nachgiebigen und wenig griffigen Böden fortbewegen sowie Hindernisse, Steigungen, Wasserdurchfahrten etc. überwinden zu können. 
Speziell auf hohe Geländegängigkeit konstruiert werden unter anderem bestimmte Autos wie Geländewagen und SUVs, Kettenfahrzeuge wie Panzer und Planierraupen, Bagger und bestimmte Kräne, auch Traktoren, Motorräder, Fahrräder und bestimmte Arbeitsmaschinen mit eigenem Antrieb wie Mähdrescher oder Aufsitzrasenmäher. Genau definierte Anforderungen für Geländegängigkeit werden oft bei militärischen Fahrzeugbeschaffungen gestellt. Geländewagen haben fast immer einen permanenten oder zuschaltbaren bzw. variablen Allradantrieb, bei geländegängigen Lkw werden mehrere (oder alle) Achsen angetrieben (siehe Antriebsformel).  
Auch bei Erkundungen auf dem Mond, etwa mit dem sowjetischen Mondrover Lunochod oder dem dreimal eingesetzten US-amerikanischen Lunar Roving Vehicle, sowie auf dem Mars mit den verschiedenen Mars-Rovern wurden die Fahrzeuge im Hinblick auf höchste Anforderungen an ihre Geländegängigkeit entwickelt.

## Voraussetzungen bei Automobilen

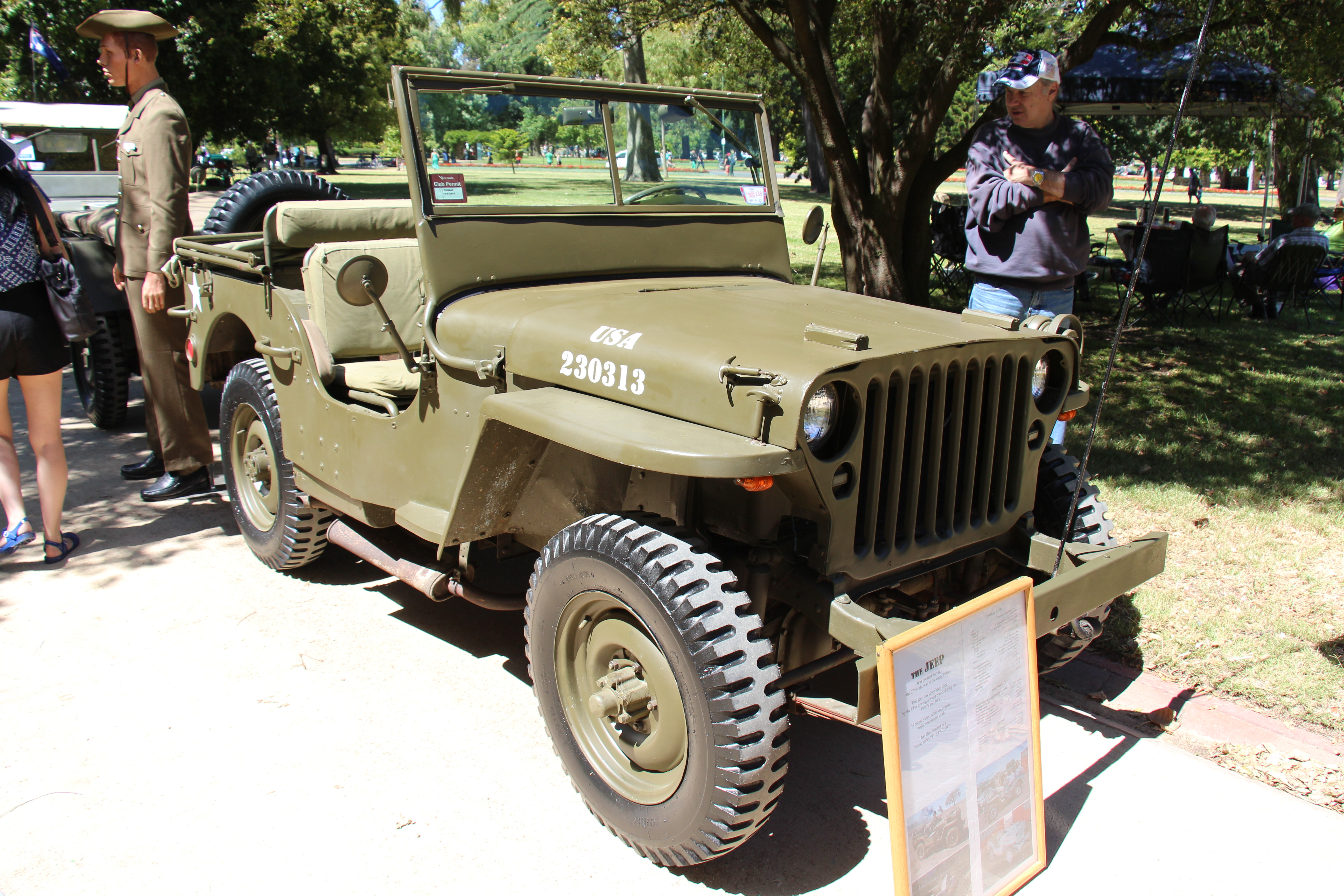
Der Willys MB, bekannt als Jeep, wurde im Zweiten Weltkrieg als US-Militärfahrzeug entwickelt. Er gilt als Urtyp des Pkw-Geländewagens.

Die Geländegängigkeit hängt u. a. ab von:
- der Fahrzeuggeometrie und -konstruktion (Achsverschränkung, Fahrwerks- und Antriebskonzept, Bodenfreiheit, Rampenwinkel, Böschungswinkel, Unterbodenschutz, Wattiefe, Schwerpunktlage, Radstand)
- der Gesamtuntersetzung und dem damit verbundenen Drehmoment an den angetriebenen Rädern
- dem Profil der Reifen
- der Möglichkeit, die Achsdifferentiale und/oder ein Zentraldifferential manuell oder automatisch zu sperren (Sperrdifferential) oder einzelne Räder ohne Traktion automatisch abzubremsen (Antriebsschlupfregelung durch Bremseneingriff oder in Kombination mit Eingriffsmöglichkeit in die Motorsteuerung)

## Maßzahlen
Für die Geländegängigkeit gibt es folgende Maßzahlen

Wattiefe, Wassertiefe, die bei langsamer Fahrt durchfahren werden kann.
Steigfähigkeit
Bodenfreiheit einer Achse
Bodenfreiheit zwischen den Achsen
Böschungswinkel oder Überhangwinkel
Rampenwinkel
Kippwinkel

Außerdem gibt es die Verschränkungsfähigkeit (max. Achsverschränkung).
Hauptsächlich bei militärischen Fahrzeugen kann zusätzlich die Grabenüberschreitfähigkeit relevant sein.

## Einstufung von Pkw
Im Bereich der Pkw zählt ein Fahrzeug als geländegängig, wenn es über einen – mindestens zuschaltbaren – Allradantrieb verfügt, eine Steigung von 30 % überwinden kann und die Fahrzeuggeometrie gewissen Mindestmaßen entspricht (näheres siehe „Geländewagen“).

## Motorräder
Auf Geländegängigkeit konstruierte Motorräder werden als Enduro (mit Straßenzulassung) oder als Motocross (ohne Straßenzulassung, nur für Renn- oder Sportzwecke) bezeichnet.

## Fahrräder

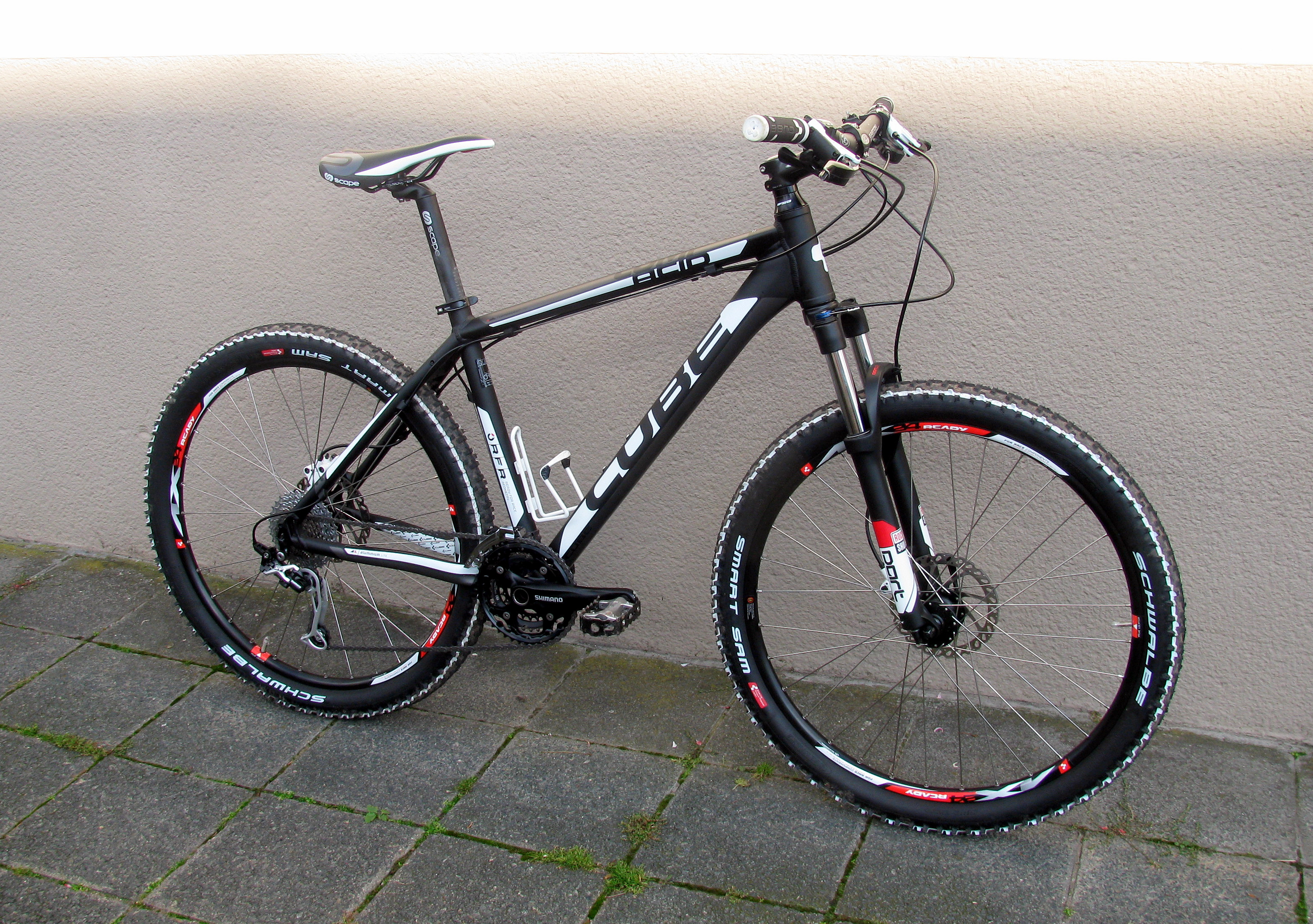
Typisches Hardtail-Mountainbike, mit Teleskop-Federgabel und Scheibenbremsen

In den 1960er-Jahren entstanden in den USA besonders geländetaugliche Fahrräder unter der Bezeichnung Bicycle Motocross, kurz BMX, die für Geländerennen, Tricks und Kunststücke auch in Europa und anderen Kontinenten eingesetzt werden. Sie haben üblicherweise keine Schaltung, sondern eine festgelegte Übersetzung und relativ kleine Laufräder. Etwa ab den 1990er Jahren entwickelte sich das Fahren mit dem damals neuen Fahrradtyp Mountainbike zu einem Breitensport. Mountainbikes zeichnen sich typischerweise durch eine robuste Bauweise, breite Reifen, sehr leistungsfähige spezielle Bremsen und Kettenschaltungen mit 18 und mehr Gängen aus. Zunächst noch ohne Federung der Laufräder, wurde dieser Fahrradtyp später zunehmend mit Teleskopgabeln und (seltener) zusätzlicher Hinterradfederung ausgestattet.